# ويليام روب
ويليام روب (بالإنجليزية: William Robb)‏ (20 مارس 1895 في المملكة المتحدة - 18 فبراير 1976 بألدرشوت في المملكة المتحدة) هو لاعب كرة قدم بريطاني (وحمل سابقاً جنسية المملكة المتحدة لبريطانيا العظمى وأيرلندا) في مركز حراسة المرمى. شارك مع منتخب اسكتلندا لكرة القدم. أما مع النوادي، فقد لعب مع برمنغهام سيتي ونادي رينجرز ونادي هيبرنيان وفايل أوف ليفن ‏ وArmadale F.C. ‏ ونادي ألدرشوت ونادي لانارك الثالث ونادي غيلفورد سيتي وRoyal Albert F.C. ‏ ورابطة كرة القدم الاسكتلندية الحادية عشر ‏.

## وصلات خارجية
- ويليام روب على موقع الاتحاد الإسكتلندي (الإنجليزية)
- ويليام روب على موقع قاعدة بيانات كرة القدم.إي يو (الإنجليزية)